# Vespasiano
Vespasiano este un oraș în Minas Gerais (MG), Brazilia.